# Lais de la Rome Antique
Lais of Ancient Rome (en anglais : Lays of Ancient Rome) est un recueil de poèmes narratifs de 1842, ou lais, de Thomas Babington Macaulay . Quatre d'entre eux racontent des épisodes héroïques de l'histoire romaine primitive avec de forts thèmes dramatiques et tragiques, donnant son nom à la collection. Macaulay a également inclus deux poèmes inspirés de l'histoire récente : Ivry (1824) et L'Armada (1832).

## Histoire
Les Lais ont été composés par Macaulay dans sa trentaine, pendant son temps libre alors qu'il était le « membre légal » du Conseil suprême du gouverneur général de l'Inde de 1834 à 1838. Il écrivit plus tard à leur sujet :
« The plan occurred to me in the jungle at the foot of the Neilgherry hills; and most of the verses were made during a dreary sojourn at Ootacamund and a disagreeable voyage in the Bay of Bengal. »
« Le plan m'est venu à l' esprit dans la jungle au pied des collines de Nilgiris; et la plupart des vers ont été faits pendant un séjour morne à Ootacamund et un voyage désagréable dans la baie du Bengale. »
Les ballades romaines sont précédées de brèves introductions, discutant des légendes d'un point de vue savant. Macaulay explique que son intention était d'écrire des poèmes ressemblant à ceux qui auraient pu être chantés dans les temps anciens.
Les Lais ont été publiés pour la première fois par Longman en 1842, au début de l'ère victorienne . Ils sont devenus immensément populaires et étaient un sujet régulier de récitation, puis un passe-temps commun. Les Lays étaient la lecture standard dans les écoles publiques britanniques pendant plus d'un siècle. Winston Churchill les a mémorisés alors qu'il était à la Harrow School, afin de montrer qu'il était capable de prodiges mentaux, malgré ses piètres résultats scolaires.

## Poèmes

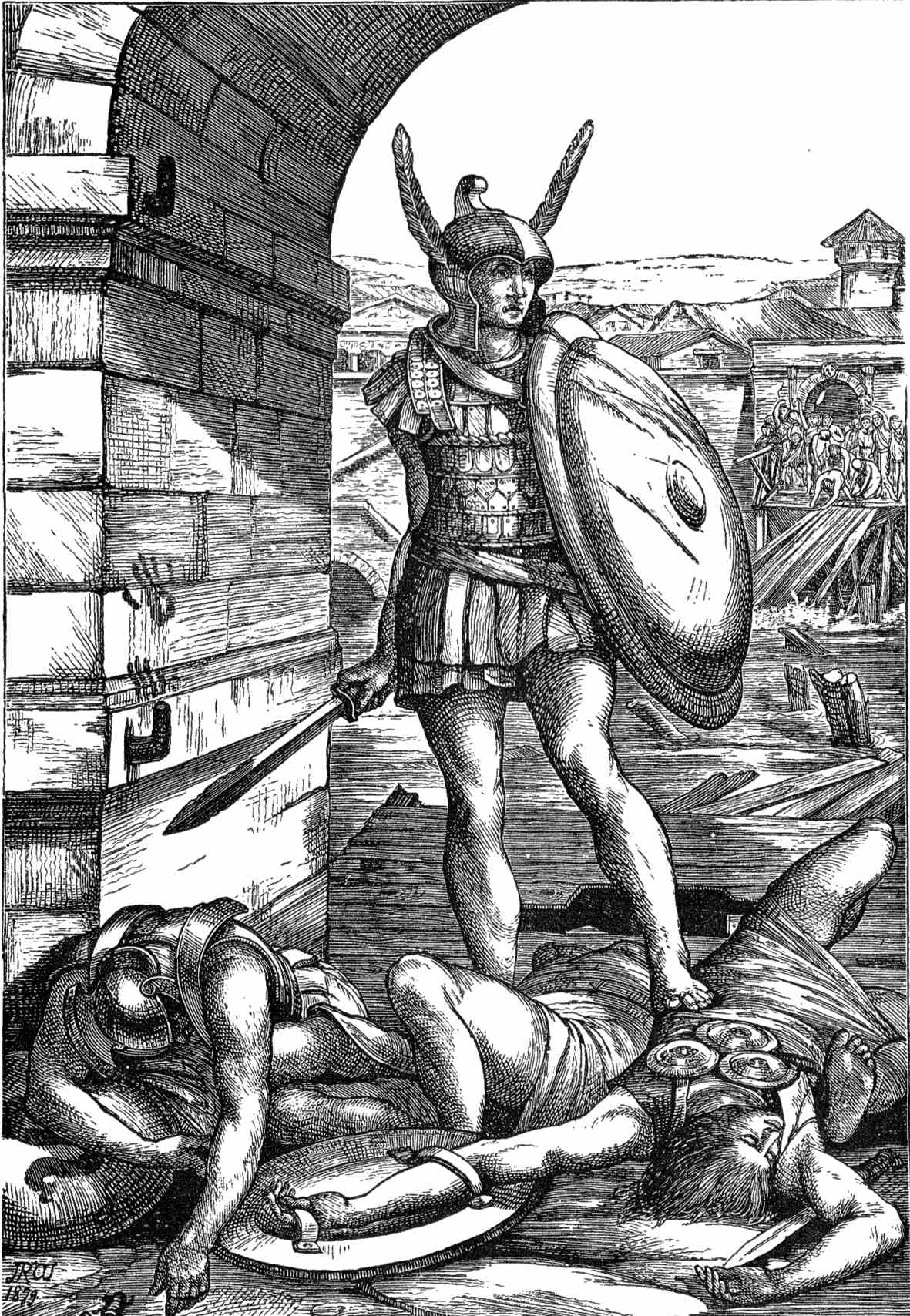
Horatius Coclès défendant le pont Sublicien, illustré par John Reinhard Weguelin pour l'édition de 1881.

### Horatius
Le premier poème, Horatius, décrit comment Horatius Coclès et deux compagnons, Spurius Lartius et Titus Herminius, tiennent le pont Sublicien, la seule travée traversant le Tibre à Rome, contre l'armée étrusque de Lars Porsena, roi de Clusium . Les trois héros sont prêts à mourir afin d'empêcher l'ennemi de traverser le pont et de mettre à sac la ville par ailleurs mal défendue. Alors que le trio se rapproche des premiers rangs des Étrusques, les ingénieurs romains s'empressent de démolir le pont, laissant leurs ennemis de l'autre côté de la rivière en crue.

Ce poème contient les vers souvent cités :
Then out spake brave Horatius,

The Captain of the Gate:

"To every man upon this earth

Death cometh soon or late.

And how can man die better

Than facing fearful odds,

For the ashes of his fathers,

And the temples of his Gods."
Haul down the bridge, Sir Consul,

With all the speed ye may;

I, with two more to help me,

Will hold the foe in play.

In yon strait path a thousand

May well be stopped by three.

Now who will stand on either hand,

And keep the bridge with me? 
No sound of joy or sorrow

Was heard from either bank;

But friends and foes in dumb surprise,

With parted lips and straining eyes,

Stood gazing where he sank:

And when above the surges

They saw his crest appear,

All Rome sent forth a rapturous cry,

And even the ranks of Tuscany

Could scarce forbear to cheer.

### La bataille du lac Régille

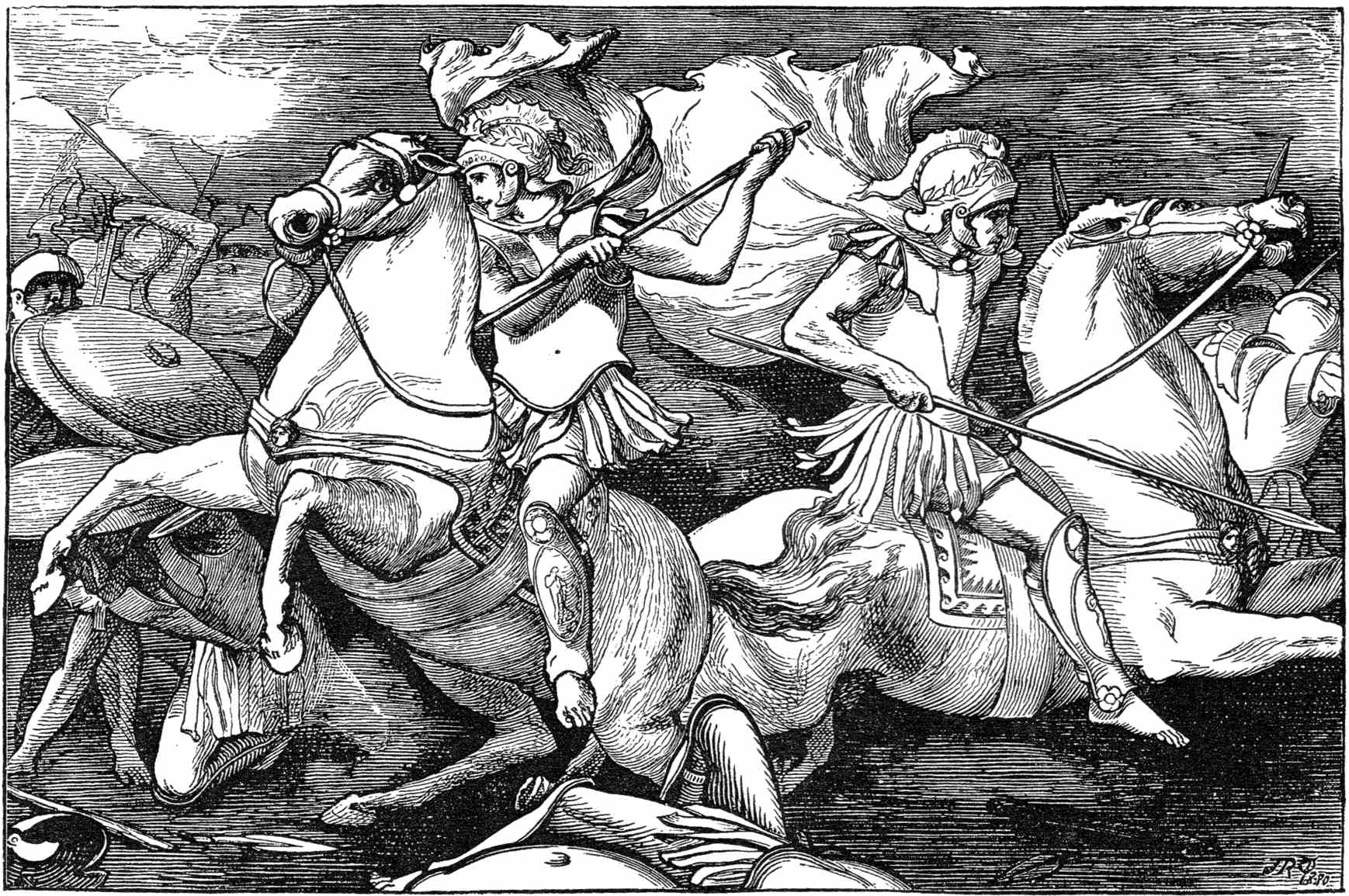
John Reinhard Weguelin, Castor et Pollux combattant à la bataille du lac Régille, de l'édition de 1881.

Le poème suivant, La bataille du lac Régille, célèbre la victoire romaine sur la Ligue latine à la bataille du lac Régille . Plusieurs années après la retraite de Lars Porsena et des Etrusques, Rome est menacée par une armée latine dirigée par le roi romain déchu, Lucius Tarquinius Superbus, accompagné de son fils, Titus Tarquinius, et de son gendre, Octavius Mamilius, prince de Tusculum .

Ce poème comprend un certain nombre de combats simples finement décrits, en imitation consciente de l' Iliade d'Homère.
All round them paused the battle,

While met in mortal fray

The Roman and the Tusculan,

The horses black and gray.

Herminius smote Mamilius

Through breast-plate and through breast,

And fast flowed out the purple blood

Over the purple vest.

Mamilius smote Herminius

Through head-piece and through head,

And side by side those chiefs of pride,

Together fell down dead.

Down fell they dead together

In a great lake of gore;

And still stood all who saw them fall

While men might count a score. 
Les combats décrits par Macaulay sont féroces et sanglants, et l'issue n'est décidée que lorsque les dieux jumeaux Castor et Pollux descendent sur le champ de bataille aux côtés de Rome .
So spake he; and was buckling

Tighter black Auster's band,

When he was aware of a princely pair

That rode at his right hand.

So like they were, no mortal

Might one from other know:

White as snow their armour was:

Their steeds were white as snow.

Never on earthly anvil

Did such rare armour gleam;

And never did such gallant steeds

Drink of an earthly stream.

### Virginia
Le poème Virginia décrit la tragédie de Virginia, la fille unique de Virginius, un pauvre fermier romain. Le méchant Appius Claudius, membre d'une des plus nobles familles patriciennes de Rome et chef du collège des décemvirs, désire la belle et vertueuse Virginie. Il entame des poursuites judiciaires, affirmant que Virginia comme son « esclave en fuite », sachant que sa demande sera approuvée par la magistrature corrompue que lui et ses copains président. Poussé au désespoir, Virginius décide de sauver sa fille de la convoitise de Claudius par tous les moyens, même sa mort est préférable.
Foul outrage which thou knowest not, which thou shalt never know.

Then clasp me round the neck once more, and give me one more kiss;

And now mine own dear little girl, there is no way but this."

With that he lifted high the steel, and smote her in the side,

And in her blood she sank to earth, and with one sob she died.
Le sacrifice de Virginie pousse les plébéiens à l'action : leurs déchaînements violents conduisent au renversement des décemvirs, et à l'établissement de la fonction de tribun de la plèbe, pour protéger l'intérêt plébéien des abus de l'aristocratie patricienne établie.

### La prophétie de Capys
La prophétie de Capys raconte comment, lorsque Romulus et Remus arrivent en triomphe chez leur grand-père, Capys, le vieil homme aveugle entre dans une transe prophétique. Il prédit la grandeur future des descendants de Romulus et leur victoire ultime sur leurs ennemis dans les guerres à la Pyrrhus et Punique. 
Thine, Roman, is the pilum:

Roman, the sword is thine,

The even trench, the bristling mound,

The legion's ordered line;

And thine the wheels of triumph,

Which with their laurelled train

Move slowly up the shouting streets

To Jove's eternal flame.

### Ivry, Une chanson des huguenots
Composé à l'origine en 1824, Ivry célèbre une bataille remportée par Henri IV de France et ses forces huguenotes contre la Ligue catholique en 1590. La succession d'Henri au trône de France a été contestée par ceux qui n'accepteraient pas un roi protestant de France ; sa victoire à Ivry contre des forces supérieures lui laissa le seul prétendant crédible à la couronne, bien qu'il ne put surmonter toute opposition jusqu'à sa conversion au catholicisme en 1593. Henry a ensuite publié l'édit de Nantes en 1598, accordant la tolérance aux protestants français et mettant fin aux guerres de religion françaises .

### L'Armada: un fragment
Écrit en 1832, ce poème décrit l'arrivée à Plymouth en 1588 des nouvelles de l'observation de l'Armada espagnole, et l'allumage des balises pour envoyer les nouvelles à Londres et à travers l'Angleterre,
Till Skiddaw saw the fire that burnt on Gaunt's embattled pile,

And the red glare on Skiddaw roused the burghers of Carlisle.
L'Armada a été envoyée par Philippe II d'Espagne dans le but de transporter une armée d'invasion en Angleterre et de déposer la reine protestante Elizabeth. La flotte prétendument invincible a été contrecarrée par une combinaison de vigilance, de tactiques qui ont profité de la taille et de la faible maniabilité des navires de l'Armada, et d'une série d'autres malheurs.

## Dans la culture
Lays of Ancient Rome a été réimprimé à de nombreuses reprises. Une édition de 1881, abondamment illustrée par John Reinhard Weguelin, a été fréquemment rééditée. D'innombrables écoliers ont rencontré le travail comme un moyen de les initier à l'histoire, à la poésie et aux valeurs morales de courage, d'abnégation et de patriotisme que Macaulay prônait.

### Winston Churchill
Adolescent, Winston Churchill a remporté un prix de la Harrow School pour avoir mémorisé et déclamé les 1200 lignes du texte de Macaulay.

#### Au cinema
Dans les films Into The Storm (2009)  et Darkest Hour (2017), il est représenté en train de réciter le discours d'Horace alors qu'il était Premier ministre pendant la Seconde Guerre mondiale.
Le discours d'Horatius est inclus au mémorial de guerre de Chushul à Rezang La à la mémoire du 13e bataillon du régiment Kumaon de l'armée indienne . L'expression « comment l'homme peut-il mieux mourir » a été utilisée par Benjamin Pogrund comme titre de sa biographie de l'activiste anti-apartheid Robert Sobukwe .

### Dans la science-fiction
Les citations de "Horatius" sont largement utilisées dans la science-fiction. Les versets 32 et 50 d' Horace sont utilisés comme épigraphes dans les romans Star Trek de Diane Duane , My Enemy, My Ally et The Empty Chair . Le discours d'Horatius apparaît dans le dernier livre de La Saga des sept soleils de Kevin J Anderson, est récité dans un épisode de Doctor Who et le verset 27 est utilisé pour le final héroïque dans le film Oblivion (2013).